# Синимбу
Синимбу (порт. Sinimbu) — муниципалитет в Бразилии, входит в штат Риу-Гранди-ду-Сул. Составная часть мезорегиона Восточно-центральная часть штата Риу-Гранди-ду-Сул. Входит в экономико-статистический микрорегион Санта-Крус-ду-Сул. Население составляет 9597 человек на 2006 год. Занимает площадь 510,120 км². Плотность населения — 18,8 чел./км².

## История
Город основан 20 марта 1992 года.

## Статистика
- Валовой внутренний продукт на 2003 составляет 85 606 271,00 реалов (данные: Бразильский институт географии и статистики).
- Валовой внутренний продукт на душу населения на 2003 составляет 8666,36 реалов (данные: Бразильский институт географии и статистики).
- Индекс развития человеческого потенциала на 2000 составляет 0,768 (данные: Программа развития ООН).

## География
Климат местности: субтропический.